# Callia fulvocincta
Callia fulvocincta là một loài bọ cánh cứng trong họ Cerambycidae.